# Māndavla
Māndavla är en ort i Indien.   Den ligger i distriktet Jalore och delstaten Rajasthan, i den nordvästra delen av landet, 600 km sydväst om huvudstaden New Delhi. Māndavla ligger 144 meter över havet och antalet invånare är 6 683.
Terrängen runt Māndavla är platt. Runt Māndavla är det ganska tätbefolkat, med 185 invånare per kvadratkilometer. Närmaste större samhälle är Jalor, 13,2 km sydost om Māndavla. Trakten runt Māndavla består till största delen av jordbruksmark.